# 43M兹里尼II型突击炮
43M兹里尼II型突击炮（43M Zrínyi II，全称为10.5 cm 40 / 43M Zrínyi II，也被称为兹里尼105（Zrínyi 105））是匈牙利皇家陆军曾装备的突击炮，其在第二次世界大战期间设计并投入使用。
1940年至1942年期间，匈牙利陆军总参谋部受二战欧洲战场影响，决定效仿纳粹德国创建突击炮营，并在次年制造了基于图兰I型中型坦克底盘设计的原型，并进行了长时间测试。1943年5月，兹里尼II正式服役，匈牙利军方向魏斯·曼弗雷德钢铁公司（Weiss Manfréd Acél-és Fémművek）下了90辆的订单，这是匈牙利为数不多的能够制造类似车辆的军工厂之一；与此同时，匈牙利装甲兵开始接受关于如何使用突击炮的训练，匈牙利军方还设想将兹里尼II作为自行火炮使用。1944年7月底，由于盟军的空袭摧毁了军工厂，兹里尼II的生产遭遇了困难和延误，预计最终大约有70辆左右的兹里尼II完工。在匈牙利战场上，相对现代化的兹里尼II表现出了良好的性能和可靠性，但其部署数量太少，无法对扭转战局发挥作用。在布达佩斯战役中，最后一支作战部队和他们的突击炮跟随德国军队返回奥地利。最终这些兹里尼II被车组人员炸毁，它们都因为故障而无法使用。
目前只有一辆兹里尼II完好无损，其在库宾卡坦克博物馆中展出。

## 历史

### 研发

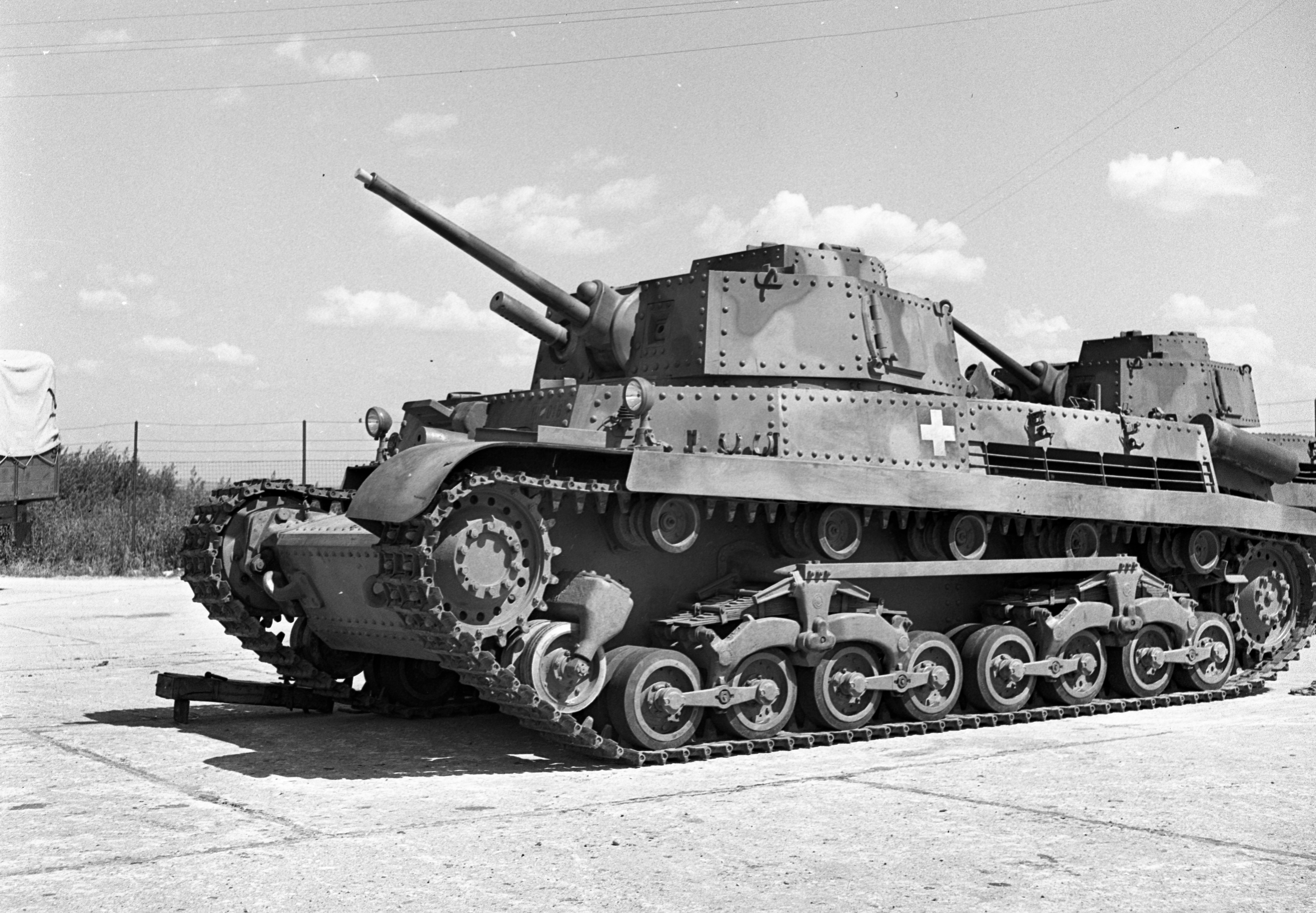
一辆40M图兰I型中型坦克（40M Turán I），兹里尼突击炮就是以它的底盘为基础设计的

1938年，匈牙利王国摄政王、前奥匈帝国海军上将霍尔蒂·米克洛什开始了扩军，这将使《特里亚农条约》的影响最小化。1940年，纳粹德国购买了捷克斯洛伐克T-21中型坦克的原型车，这是匈牙利图兰系列中型坦克的前身。同年，军事技术研究所将40M105毫米野战榴弹炮投入使用，这是匈牙利更新陆军火炮装备的第一步。匈牙利人对德军在法国战役中取得的成功以及新型军事装备（如突击炮）的出现印象深刻。1941年2月25日，驻扎在科希策的第八军团司令部提议设计一款国产突击炮，但这一建议在同年10月被拒绝。1942年7月，匈牙利军队在东线与德军一同在苏联恶劣的环境里持续作战了一年，同时匈牙利还向意大利派遣了一个军事特派团检阅了一辆75/18式自走炮，于是设计国产突击炮的提议再次得到考虑。根据前线的报告和所遇到的德国和苏联车辆的信息，战争部第3/b部提出了一项计划，将装甲师的火炮改造为自行火炮，后者的机动性更具优势；官员们还设想生产一种配备40M榴弹炮的装甲作战车辆。
这一次，该提案得到了陆军总参谋部成员的积极反馈，尽管他们尚未就车辆（突击炮或自行火炮）的性质达成一致，但军事技术研究所被命令编制一份详细草案。他们与切佩尔的魏斯·曼弗雷德钢铁公司合作，该公司生产了图兰I型中型坦克，其底盘被选为该突击炮/自行火炮的基础。一个木制模型车于1942年9月交付，在此基础上，匈牙利军方确定了建造自行火炮的可行性，并在同一个月要求提供一个可使用原型车。为了节省时间和金钱，魏斯·曼弗雷德钢铁公司将一辆图兰中型坦克原型车扩宽了40毫米，拆除了炮塔和其它上层结构，同时安装了一个低矮的方形铁制战斗室，并在正前方开口处安装了40M榴弹炮。该原型车于1942年12月完成制造，注册号为H-801，迷彩漆由沙黄色、棕色和草绿色组成；此外，一块25毫米厚的钢板被焊接到正面装甲上，使其厚度达到75毫米。同月28日，原型车在豪伊马什凯尔的炮兵训练场开始了测试，因为匈牙利军方已决定将新型装甲车纳入炮兵检查局的管辖范围。但是，仍有人对兹里尼II的准确性能参数存有疑问。在测试过程中，原型车以优异的表现证明一些人对于更大的重量可能导致问题的担心是没有根据的。唯一的注意事项涉及榴弹炮适度增加俯角（需要从-5°增加到-15°）以及增加一个踏板扳机，因为气动发射系统出了一些故障。炮兵军官证实了这种装甲作战车辆对炮兵部队的可用性，并建议使用定装式弹药来提高射速，魏斯·曼弗雷德钢铁公司的技术人员确认了这一改进的可行性。匈牙利军方对此很满意，将原型车归类为突击炮和自行火炮。
1943年1月至5月间，对兹里尼II的实地测试仍在继续进行，其中包括速度、机械部件和其他小改动。战斗室前部和榴弹炮左侧的炮手圆形观察孔被取消；右侧驾驶员的相同观察孔被图兰I型的矩形观察孔取代，并配备了装甲玻璃，同时驾驶员也失去了从车顶伸出的护目板。1943年5月1日，军事技术研究所确认该车已准备好批量生产；然而，装甲部队督察耶诺（Jenő）少将反对将兹里尼II作为突击炮列装部队，他指出75毫米前装甲和武器口径在实战中存在不足。3/b办公室压制了这些抱怨，战争部批准了兹里尼II的量产，并将车辆正式命名为“10.5厘米40/43M兹里尼突击榴弹炮”，在匈牙利与同盟国敌对的最后一年，它被更名为“兹里尼 105”。兹里尼之名来自于匈牙利民族英雄尼古拉·舒比奇·兹林斯基，他曾积极反抗土耳其人的入侵，最终于1566年在锡盖特堡战役中战死。

### 生产

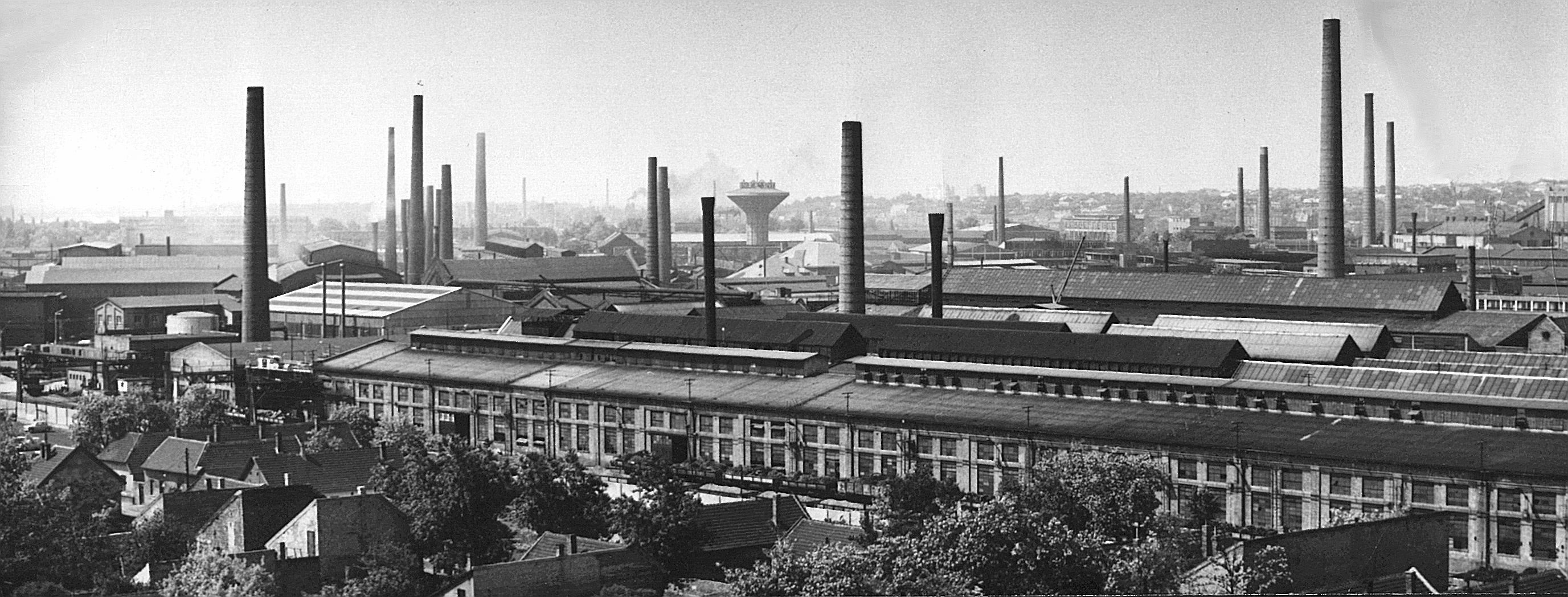
魏斯·曼弗雷德钢铁公司在布达佩斯的工厂，其为匈牙利军队提供装甲作战车辆和其他军事装备

1943年2月3日（历史学家彼得·穆伊泽尔（Péter Mujzer）还记录了1月的战况），匈牙利第二集团军在斯大林格勒附近被歼灭，装甲车辆几乎全部损失，军队已经联系魏斯·曼弗雷德钢铁公司生产40辆兹里尼II。该系列型号必须与改进原型相同，匈牙利皇家铁路机械工厂将提供榴弹炮、炮架和瞄准系统。 同年5月，总参谋部根据规划的新部队，完成了所有类型装甲车辆的生产和开发计划，其中包括一款模仿三号突击炮设计的搭载75毫米反坦克炮的突击炮/坦克歼击车（即兹里尼I）和一款搭载40/43M 105毫米榴弹炮的突击炮/自行火炮（即兹里尼II）。1945年，第二批共50辆的订单计划用于生产兹里尼II，但兹里尼I的开发中出现了主要与部件有关的意外状况，因此有必要继续进行第二批次的兹里尼Ⅱ的生产。3/b办公室联系了维斯·曼弗雷德钢铁公司和甘茨公司，他们接受了计划的变更，并计划继续生产兹里尼II直到1944年9月，届时兹里尼I将会接替兹里尼II。1943年4月，一个军事特派团被派往德国研究突击炮和自行火炮的生产工艺，并在回国时建议购买生产四号坦克和基于四号坦克底盘生产的四号突击炮的许可。经过认真评估后，该提议随后被放弃，因为这意味着匈牙利要面对相当多的后勤问题。
到1943年底，由于生产链遇到困难，只有20辆兹里尼II交付给各部门进行乘员培训；1944年3月，订单增加到34辆，第一批订单最终在1944年4月至5月间售罄。匈牙利工厂随后致力于完成第二批次的兹里尼 II，此时他们面临的困难不断增加，1944年3月德国占领匈牙利进一步加剧了这一情况——德国发现霍尔蒂政府正在与同盟国进行秘密谈判。7月27日，魏斯·曼弗雷德钢铁公司的工厂毁于英美轰炸机的猛烈轰炸中，这导致兹里尼II的生产被迫中断；根据该公司的文件，截至该日，约有25辆兹里尼II已交付匈牙利军队使用。甘茨公司只组装了六辆兹里尼II，那里的仓库存放有已完成加工的零部件。完成生产的兹里尼II总数应有70辆。另一个消息来源是最新的序列号（3H-066），据此推断，在灾难性的轰炸之前，确实有66门突击炮完工。该消息还指出，六辆由甘茨公司组装的兹里尼II是在1944年底至1945年2月期间布达佩斯战役的最高峰期间部署的：因此总共有72辆兹里尼II。兹里尼I当时仍处于原型车阶段，唯一的原型车改装自兹里尼II，它使用钢制元件和不同的火炮取代了部分战斗室部件，之后它被留在火炮武器的存放处。1944年3月，一张兹里尼I的照片流出，但在那之后，有关它的消息消失了。

## 实际使用

### 部门设置

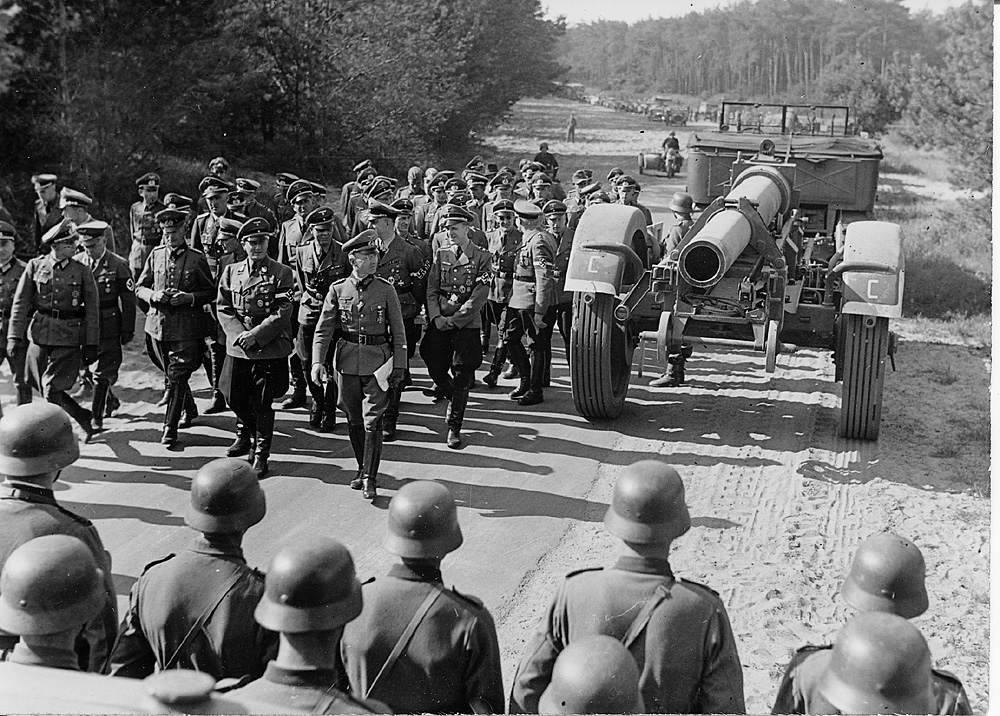
德国人在特博格有一所炮兵学校，因此匈牙利军官在1943年初被派往那里。照片中有一门150毫米重型加农炮。

1943年1月，炮兵督察卡尔曼·特尔内格（Kálman Ternegg）少将派遣约瑟夫·巴兰凯（József Barankay）上尉和贡博斯（Gömbös）中尉前往于特博格，向德国人学习突击炮部队的组织和最佳使用战术，他计划在1944年创建新的突击炮部队，以便给匈牙利军队提供能够在攻击的最后阶段（以100米计算，为避免击中己方士兵，野战炮兵的火力不会覆盖这段距离）为步兵提供炮火支援的机动部队，并为停滞不前的攻势提供可能的新动力。特尔内格规划了突击炮兵营的编制：基本单位是一个装备有三辆兹里尼II的排，两个排组成一个连，一个完整的营包含三个连总共18辆兹里尼II。匈牙利军方高层批准了这些项目，并于1943年3月1日在豪伊马什凯尔训练场组建了专业训练系统。在巴兰凯上尉的指挥下，一支由29名志愿者组成的小型部队在两辆图兰中型坦克、几辆汽车和军用卡车上进行了训练，唯一可用的兹里尼突击炮是绰号为“Szarvas”（意为“鹿”）的原型车。有了这些资源，巴兰凯开始组建突击炮部队，包括起草训练手册和规章条例、组织课程和挑选最优秀的军官；1943年7月，上尉和他的合作者被指定为“突击炮兵训练大队”。与此同时，总参谋部组建了一个新的参谋部，根据该参谋部的命令，每个步兵和骑兵师将接收一个突击炮营，这些营模仿德国配备了三个装备兹里尼II的突击炮连和一辆作为指挥车的兹里尼 II。

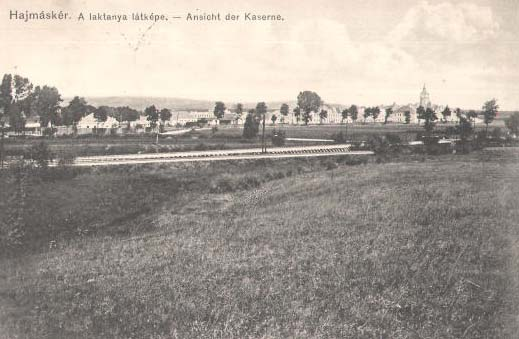
20世纪的豪伊马什凯尔村训练场，各营计划使用兹里尼II

1943年7月18日至8月31日，第一批突击炮官兵成功组织了起来。9月1日，巴兰凯上尉指挥的第1特种营成立，拥有约741名人员、120辆卡车和70辆摩托车；几天后，前三个批次的兹里尼II运抵目的地，尽管为了缩短运输时间，部分兹里尼II的装甲有缺失。巴兰凯合并了新部门，他强调突击炮兵的创新精神的同时亲自选择最合适的要素。第1突击炮营逐步将10辆38M托尔迪轻型坦克和10辆41M图兰II型中型坦克转交给10月1日在“突击炮兵训练大队”中组建的7个训练大队（其编号为2到8号），每个训练大队都配备了三辆托尔迪轻型坦克和两辆图兰中型坦克，由于兹里尼II生产速度缓慢，他们不得不使用托尔迪轻型坦克和图兰中型坦克。1944年4月，第1营终于拥有了31辆兹里尼II的满额兵力，并在维持原名的情况下被分配到第6步兵师；第7、第10、第13、第16、第20、第24和第25营在随后几天由训练小组启动，并使用他们所属的师的编号，每个营只有一辆兹里尼II。1944年3月22日，原计划的在陆军总参谋部和霍尔蒂在场的情况下进行的突击炮和步兵联合阅兵式因德军占领而暂停，并延期至5月26日进行，但只有一个突击炮连参与。与此同时，轴心国和匈牙利总参谋部在东线的战略局势严重恶化，由于魏斯·曼弗雷德钢铁公司无法提供足够的兹里尼II，匈牙利认为派遣第10营的一批指挥官多利（Doóry）上尉带领的军官、机械师和驾驶员前往马格德堡是合适的。在这里，他们完成了每两个月一次的突击炮战术课程，并研究了该类别中的主要德国战车，它们将提供给新组建的突击炮营。5月，这些营都有自己的总部，其下属官兵可以在这里继续接受理论培训并接收第二批次的突击炮以进行实地训练。6月底，另一个营向马格德堡派遣了部队，但在7月20日密谋案发生后，他们立即被遣返。

### 在实战中

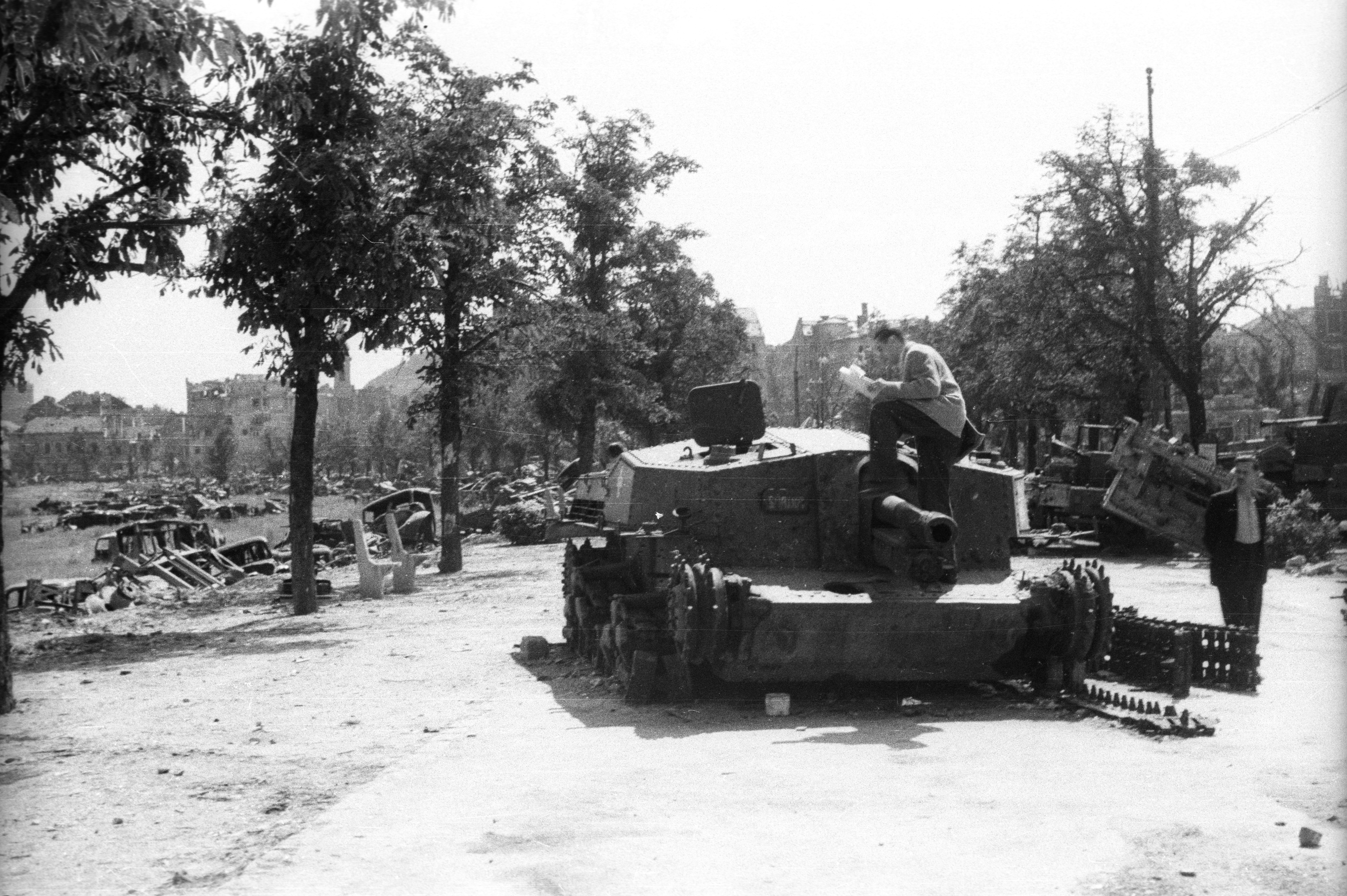
位于布达佩斯南站对面的维尔梅佐公园内的兹里尼II残骸（1945年4月至5月）。图中可以看到右侧和车顶上的通风格栅，其位于降低的观察器上方，43M型潜望镜的保护桥没有升高。这辆兹里尼II属于第3/1营炮兵连的指挥官蒂博尔·拉茨（Tibor Rácz）中尉。

1944年4月初，第1突击炮营计划增援部署在加利西亚中南部的第1军。巴兰凯上尉在12日带领两个突击炮连离开原驻地，而第1突击炮连由于缺乏装备仍留在豪伊马什凯尔，直在6月底才接收到一批突击炮，并在7月重新加入第1突击炮营参与作战，该营在当月13日的一场空袭中失去了指挥官。在同一时期，第3连从第1突击炮营分出并直接交由第六军团管理，该军团驻扎于塔特拉山脉的山口，并负责防守这里。7月27日，作为规模更大的巴格拉季昂行动的一部分，苏军的攻势将德匈联军赶回喀尔巴阡山脉一带。在撤退过程中，第1突击炮营损失了15或16辆兹里尼II，前线战局稳定后，第10突击炮旅于8月取代了第1突击炮营。该旅在位于锡盖特堡的指挥部接收了其他匈牙利部队提供的所有自行式车辆，其中甚至还包括第1突击炮营第3连的突击炮，以达到满编状态。8月底，匈牙利陆军总参谋部还派遣了装备31门三号突击炮的第7突击炮营，这两支部队在喀尔巴阡山脉西侧的特兰西瓦尼亚轴心国控制区进行了部署，他们在这里与苏军和罗马尼亚军队（罗马尼亚在八二三武装起义后与苏联一同作战）进行了激烈战斗，尤其是在森特斯镇（Szentes）的战斗中。第3营/第1营在奥拉迪亚参与战斗。一般来说，兹里尼II在对抗步兵和野战防御工事时有着良好的表现。1944年9月至10月，匈牙利和德国部队进行了几次后方作战，以遏制苏军先头部队的迅速推进；在图尔达附近的一次短暂而激烈的冲突中，第10营以损失六门突击炮为代价，成功摧毁了18辆苏联T-34坦克。
到1944年11月，德匈联军已经放弃了特兰西瓦尼亚和加利西亚，并在匈牙利大平原上进行了一次巧妙撤退，这一带的地形有利于兹里尼II发挥作用。第13、第16和第25突击炮营分别驻扎在琼格拉德、德布勒森和科洛茲堡，除了少数坦克和一些传统的反坦克武器外，他们仍然没有装甲部队可以参与战斗。他们与第10营和第24营（后者没有装甲作战车辆）一起被派去保卫布达佩斯，并与精疲力竭的第1营会合，该营所有幸存的兹里尼II都集中在第3连。几乎所有营都由突击炮兵训练中心指挥官埃尔诺·比尔尼策（Ernő Billnitzer）少将指挥；第7、第10以及第3营连被分配给其他战区的司令部。所谓的“比尔尼策集团”参与了首都地区的激烈冲突，以防止其被包围，并配合步兵作战。突击炮/榴弹炮营分为两个或三个排被派往前线的关键战略点。到12月，守军已陷入绝境，伤亡惨重的第13营和第25营向西转移，最后被派往德国，分别成为亲卫队第25师和亲卫队第26师的反坦克营核心力量。在12月的最后几天，同盟国军队对布达佩斯的围攻开始了，在布达佩斯市区，匈牙利的大部分突击炮营仍然处于被围困状态，包括总共约有20辆兹里尼II的第1营和第10营。在血腥的城市巷战中，这些突击炮证明了自己的价值，它们能够在中短距离上伏击并摧毁苏联坦克。在布达佩斯东部的维加多音乐厅，匈牙利人建立了一个临时车间，以尽可能使兹里尼II和其它受困装甲作战车辆长时间地保持战斗力。1945年2月11日，苏联的胜利已成定局，一批车组人员在布达佩斯科技经济大学前的堤坝上炸毁了最后一辆兹里尼II，当时他们已没有弹药和汽油可提供给这辆兹里尼II。但苏联还是缴获了一辆兹里尼II，因为匈牙利人已耗尽炸药，但未能将其沉入多瑙河。
匈牙利战败后，几乎没有兹里尼II保存下来。在1944年8月至10月间的战斗中，少量属于第10营的受损兹里尼II正在外多瑙河地区（或许在豪伊马什凯尔）的车间中进行修复。因此，它们在1945年3月跟随编制仍然完整的匈牙利军队集结并前往奥地利。由于机械故障或燃料耗尽，它们都逐渐被遗弃，但还是有一辆兹里尼II和一辆图兰I型中型坦克成功抵达了摇摇欲坠的波西米亚和摩拉维亚保护国，这两辆装甲作战车辆分别属于被困在布达佩斯的第16营和第24营；1944年12月，他们在埃斯泰尔戈姆接收了从柏林转移到匈牙利的大约130辆追猎者式坦克歼击车中的20辆。第20突击炮营逃出其位于埃格尔的兵营后接收了31辆追猎者式坦克歼击车，并整合了两个突击炮连；这支得到扩员的部队在伊波伊河谷中作战，并于1945年3月参加了春季醒觉行动。
尽管受到苏联坦克生产速度快、数量多和技术先进的影响，兹里尼II仍被认为是二战中匈牙利最好的装甲作战车辆。在战斗中指挥这些突击炮的军官以守纪、好斗和坚决而著称。巴兰凯上尉、维尔莫斯·维特斯（Vilmos Vértes）上尉和博索基（Bozsóki）上士被授予英勇勋章，以表彰他们勇于牺牲的行为。

## 结构、性能与乘员

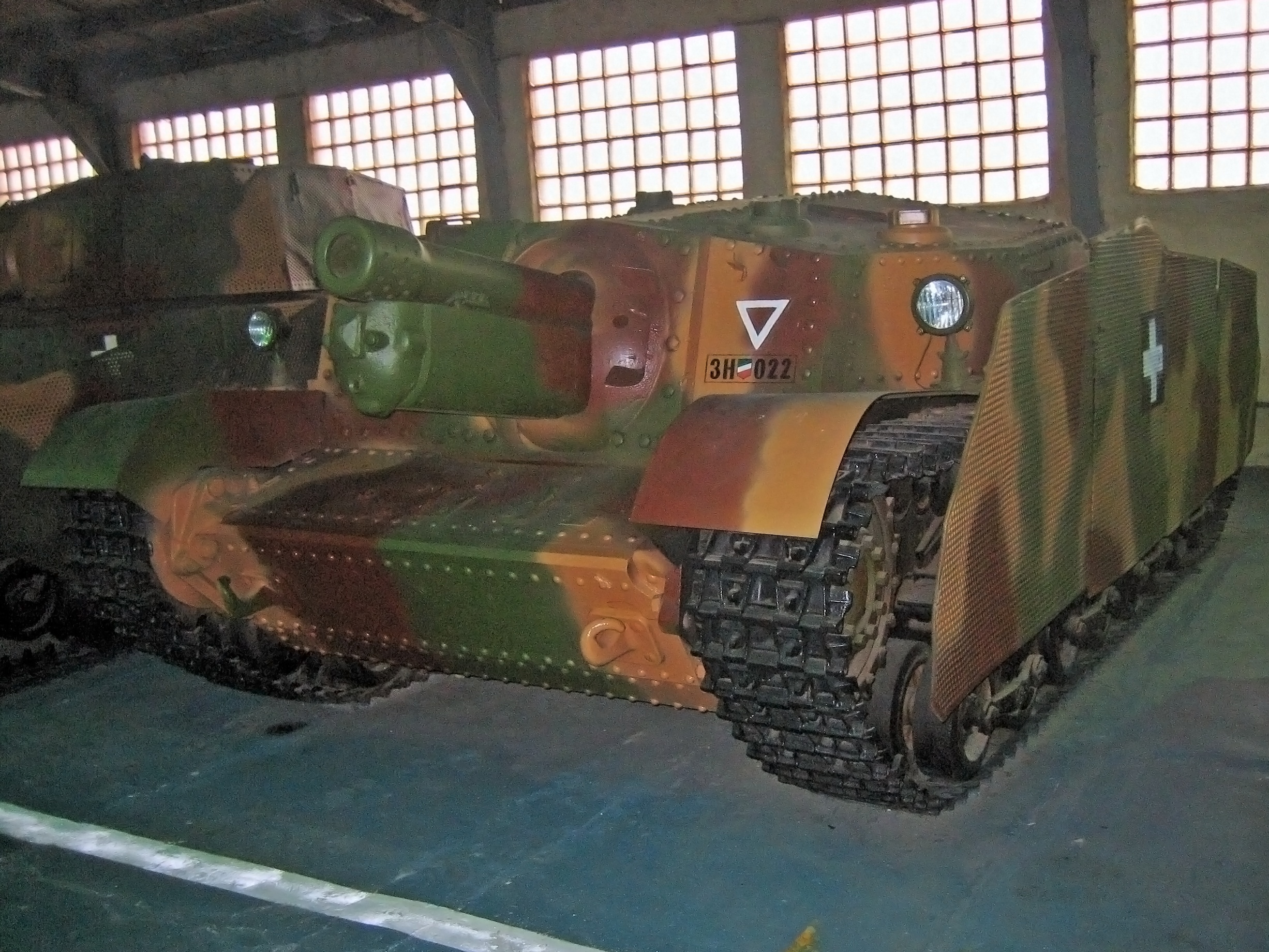
保存于库宾卡坦克博物馆的兹里尼II

40/43M“兹里尼”II型突击榴弹炮全长5.90米，宽2.89米，高1.90米；战斗全重21.50吨（或21.60吨），对地面产生的压力为0.75千克/平方厘米。相对较低的车体高度是通过拆除原有炮塔并加装11块装甲板组成的战斗室获得的，这些装甲板之间通过铆钉连接，由三个铆接元件组成的倾斜顶部是其显著特征。兹里尼II的正面装甲厚度为75毫米，侧面装甲厚度为25毫米，顶部、后部和底部装甲厚度均为13毫米。图兰I型中型坦克的车体和底盘具有类似的结构，但战斗室正面额外安装了一块25毫米的装甲板，使其与炮台的装甲厚度相同；在生产过程中，这一部分也是单独供应的。最后，兹里尼II还安装了一个25毫米厚的炮盾。在实战中，兹里尼II的侧面额外安装有由四块8毫米厚的装甲板组成的大型裙板，它可以最大程度地减少反坦克步枪和空心装药弹对装甲作战车辆的杀伤力，这与德国装甲作战车辆安装的裙板作用相同。由军事技术研究所设计的防护裙板使兹里尼II的重量增加到22.50吨。战斗室的正面和侧面还经常安装履带，并会焊接一些用于固定履带的挂钩。然而，自设计完成以来就可以使用简单的弯曲杆将备用履带连接到火炮和炮台之间的装甲上。
兹里尼II保留了图兰I型中型坦克的其它部件，排量为14886 cm³的曼弗雷德-魏斯8缸V型发动机位于车体后部，它能以每分钟2200转的转速提供260马力。由于底盘相对于图兰I型有所扩宽，兹里尼II的油箱容量从265升增加到了445升。因为兹里尼II的动力来源在车体后部，因此两个变速箱都安装在发动机后面，并有六个前进档和六个倒档可用。上部装甲的进气口可冷却发动机，该进气口位于车体右侧，车体后部上层结构的两侧还有两个格栅；车体两侧的末端各有一个催化转换器。五扇铰链门分布在整个发动机舱盖上，还有一扇铁舱壁上的门将发动机舱与战斗室隔开，后勤人员可以通过这些门对发动机进行维修；一个工具箱和一个备用负重轮一起固定在车体后部的左侧。后驱动轮是兹里尼II的动力轮，它能带动420毫米宽的钢制履带，传动装置上装有用于防止其损坏的中央齿导向装置。支撑轮由八个带橡胶边缘的双轮组成，其通过带销钉的水平元件以两个接两个的方式连接，随后每一对轮都被捆绑在一个弯曲的臂上，该臂可以围绕一个销钉自由摆动，并被固定在船体侧面的一个车体侧面的梁的末端，该框架和每一对臂（形成一个托架）之间的连接处插入了一个钢制弹簧悬挂装置。最后，有五个双上滚轮、一个双前复位齿轮和第九个支撑轮放置在其他滚轮的前面，后者用作保险杠，有铝制胎面，并固定在自己的减震器上。车组人员会使用一把冰镐和一把大锤子来清理车身上的泥土和碎屑，它们与一把铲子和一根撬棍一起被固定在战斗室左侧。在另一侧，一根8米长的钢拖缆被折叠放置在一些支架上。
兹里尼 II唯一的武器是一门20.5倍径105毫米40/43米榴弹炮，其安装有一个由匈牙利皇家铁路机械工厂设计的炮口制退器。一个马刺状的炮架将它固定在战斗室正中间。下部牢固地连接到车身和10.5 厘米42M瞄准系统，用于直接开火射击，而上部装有炮管和支架，可左右转动（各22°）。上枪管支撑着10.5厘米43M榴弹炮的升降机，这使得榴弹炮拥有-5°至+25°的俯仰角（测试阶段需要-15°的俯角，为控制突击炮的最大车身高度，-15°俯角最终被放弃），还有一个简单而有用的装置可以辅助火炮瞄准，这通常需要旋转整个车体。驾驶员和车长都有一个类似时钟的指示器，都连接到车长的观测器；如果观测器平行于兹里尼II的行驶方向，则指示器显示为12点，否则指针根据指挥官观察的方向移动。榴弹炮发射一枚15.05公斤的破片榴弹时炮弹时速可达471米/秒，发射一枚17公斤的高爆榴弹时炮弹时速可达444米/秒。标准的射速是每分钟六发，因为弹药都是单独装填的，而瞄准操作是通过连接到弹簧装置的压舱物来实现的，弹簧装置又连接到战斗室右侧和炮管上；降低榴弹炮时弹簧压缩并减缓下压速度，而在升高时弹簧释放。根据匈牙利军队的规定，兹里尼II共装载52枚炮弹，分为30枚高爆弹、16枚穿甲弹和6枚烟雾弹，但在战场上可装载多达90枚炮弹。为了进行精准的远程开火，兹里尼II还装有一个8/14M瞄准器，在原型车上，必须从炮手的舱门处安装瞄准器；然而，在量产型号上，该装置的位置因为舱口前方的狭窄开口而有所升高，并与43M瞄准器同步使用。在任何情况下，远程开火都是突发事件而非常规事件。开火时，榴弹炮退至战斗室内1米处，只露出炮口，然后由位于炮管内的辅助装置带回原位。匈牙利人为此设计了一个特殊的盾形装甲来保护坐在榴弹炮后面的两名乘员。当兹里尼II移动时，盾形装甲是可重新密封的，这保证了兹里尼II拥有充足的内部空间，足以装载一挺轻机枪、两挺达努维亚39M冲锋枪（Danuvia 39M）、一支信号弹发射枪和几枚手榴弹。工具箱和备用负重轮之间还安装有六个烟雾弹发射器。

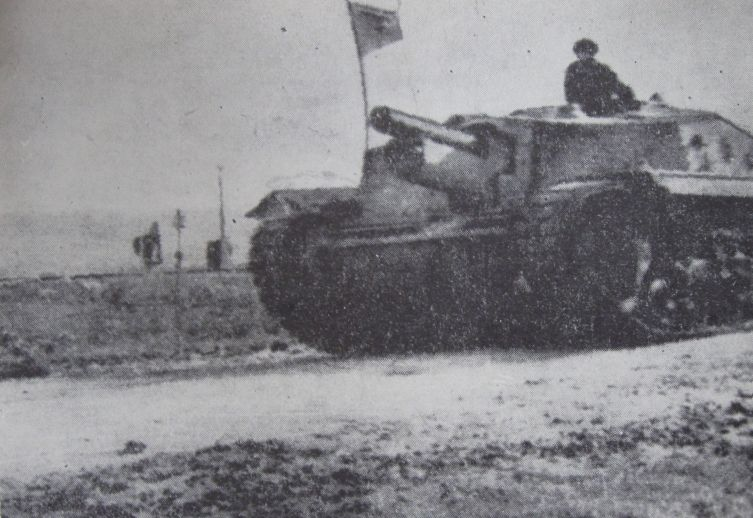
一辆在1944年秋被罗马尼亚军队缴获并使用的兹里尼突击炮

车组包含四名乘员，彼此通过耳机和对讲机进行交流：炮手位于榴弹炮左侧，驾驶员位于榴弹炮右侧，装填手位于驾驶员后方，车长位于战斗室后部。炮手和驾驶员都可以通过位于车顶的可向后折叠的个人舱口进入战斗室，车长和装填手则从一个双门舱口进入战斗室，该舱口连接着战斗室的倾斜后装甲；驾驶员经常坐在敞开的尾部舱口边缘驾驶车辆，这也发生在战斗中。底部增加了一个紧急舱口，以便弃置车辆时车组人员可快速撤离。驾驶员有一个可调节座椅，并通过离合器制动系统和两个方向杆（每条履带都有一个方向杆）驾驶车辆，这两个操纵杆既能做到行驶时转弯也能做到原地转向，但会在履带上产生相当大的机械应力，其最小转弯直径为12米。驾驶员所处位置的前装甲上开了一个矩形舱口以容纳一个41M观察设备，其由一块装甲板和一个带细缝的矩形楔块组成。从该批次的第五辆车中，遮阳板替换为高10厘米的无狭缝43M观察设备。在原型车上，驾驶员也有两台装甲夹层中的反射幻灯机，但它们很快被淘汰，取而代之的是一个装有防弹玻璃的43M型潜望镜，其安装在观察孔上方和舱门前，那里有一个保护性的方形弯曲装甲板。炮手有一个可调节的座椅，并拥有榴弹炮的瞄准装置和两台反射幻灯机。因此，第一辆II的典型圆形开口被淘汰，它被一块圆形装甲钢盖住，后来的生产线完全省略了这块装甲板的生产。每辆兹里尼II的战斗室右后角都配备了一台R-5/a无线电台；车顶有一个连接有天线的设备，车长和装填手负责操控它。
兹里尼II在公路上能达到的最高作战时速是43千米/时，安装裙板后，最高时速降至40 千米/时。油箱加满后，兹里尼II在沥青路面上的最大里程可达220公里，根据邦哈特的说法，兹里尼II的最大里程能达到280公里，但他没有提到与越野性能有关的数据。兹里尼II可以轻松驶过0.80米高的台阶和2.20米宽的沟渠，并能在0.90米深的水域中行驶。

## 变种型号
几乎没有关于在突击炮上进行实验性改装的消息。1943年底至1944年初，军事技术研究所拆除了一架来自德国的喷烟者火箭发射器，将六根炮管焊接成两个由三根炮管组合成的火箭发射器，并将它们分别安装在车体后部的两侧，其目的是使突击炮获得能够进入榴弹炮射程之前摧毁地方装甲单位的火力。在测试中，火箭弹的最大射程从2000米到7000米不等，该项目一直都处于试验阶段。
战争接近尾声时，匈牙利人设计了一种名为44M Buzogány（意为“狼牙棒”）的反坦克火箭发射系统，并在一辆兹里尼II上安装了一个该装置。然而，安装日期、实验结果和原型车的命运仍然未知。

### 关于兹里尼I
早在1942年下半年，魏斯·曼弗雷德钢铁公司就已经准备好在40M图兰I型中型坦克的底盘上设计突击炮和坦克歼击车，兹里尼I的设计工作从此时开始和兹里尼II同步展开。兹里尼I计划在低矮的战斗室中装备一门75毫米KwK 40 L/43战车炮，其原型车在1943年冬季完成制造。1944年中期，一条兹里尼I生产线建成，其被半官方地命名为“44M Zrínyi I”；然而，苏联对匈牙利发动的攻势使得兹里尼I未能量产，唯一的原型车也不知所踪。

## 外国使用

### 苏联
在加利西亚、罗马尼亚和喀尔巴阡山脉沿线的作战行动中，苏联第18集团军缴获了大量匈牙利装备，因此，他们专门组建了一个营来修复这些匈牙利作战车辆并加以利用，该营由三个连、一个指挥连和支援单位组成。1944年10月底，该营还有三辆兹里尼II可正常使用，四辆无法使用的被留在乌日霍罗德附近的基地，这些兹林尼II和一些图兰中型坦克被转交到第5近卫坦克旅，该旅于1944年11月14日将它们投入利普托夫斯基特尔诺维克地区的战斗。在接下来的几周里，该营将剩余的匈牙利装备送往第5坦克旅。1945年1月1日，该旅报告称一门兹里尼II突击榴弹炮仍在参与作战。苏联人赞赏它的机动性和相对较小的体型，但批评它的装甲对红军装备的几乎所有反坦克武器（不包括37毫米反坦克炮）缺乏防护力。

### 罗马尼亚
罗马尼亚武装部队在1944-1945年的冬季战役中加入了苏联红军一方参与对轴心国作战。1944年9月或10月，罗马尼亚军队在特兰西瓦尼亚成功缴获了一辆兹里尼II，它虽被车组人员遗弃，但状况良好。罗马尼亚人短暂使用过这辆兹里尼II，后来苏联在1944年年底前征用了它。

## 现存车辆
一辆兹里尼II在位于俄罗斯首都莫斯科附近的库宾卡坦克博物馆中展出，它属于第1突击炮营，但并不清楚它到底是由苏联人在布达佩斯一带缴获还是由罗马尼亚人缴获。它仍保留着原本的名字“伊伦克（Írenke）”。